# Namibische Frauen-Cricket-Nationalmannschaft

Logo von Cricket Namibia

Die namibische Frauen-Cricket-Nationalmannschaft repräsentiert Namibia auf internationaler Ebene im Frauen-Cricket. Sie wird vom nationalen Verband Cricket Namibia aufgestellt. Trainer (Stand Februar 2021) ist Francois van der Merwe, Kapitänin ist Irené van Zyl.
Namibias Frauen-Cricket-Nationalmannschaft zählt im Twenty20 International zu den vier stärksten Nationen in Afrika und belegt Weltrang 18.

## Geschichte
Die Frauennationalmannschaft trat erstmals 2004 durch die Teilnahme an der Twenty20-Afrikameisterschaft der Frauen in Tansania in Erscheinung. Dort unterlag das Team gegen Kenia, Uganda und den Gastgeber. Erst sieben Jahre später nahm die Mannschaft erneut bei einer Twenty20-Afrikameisterschaft der Frauen in Uganda teil und seitdem regelmäßig.
Im April 2018 erhielt die Mannschaft wie alle anderen Nationalmannschaften der Mitgliedsländer durch den International Cricket Council (ICC) den vollen Status für Twenty20.
Den ersten großen Erfolg feierte die Mannschaft 2018 beim Botswana-7s-Turnier in Botswana. Dort konnten die namibischen Frauen alle fünf Gruppenspiele, gegen den Gastgeber, Lesotho, Malawi, Mosambik und Sierra Leone gewinnen. Im Finale wurde erneut die Auswahl Sierra Leones besiegt.
Aufgrund einer Suspendierung Simbabwes konnte die namibische Frauen-Cricket-Nationalmannschaft erstmals 2019 bei einer T20-WM-Qualifikation teilnehmen, die das Team sieglos auf dem 8. Platz beendete. Dadurch wurde auch die Qualifikation für den Women’s Cricket World Cup 2022 nicht erreicht.
Im April 2022 wurde das erste Drei-Nationen-Turnier auf namibischen Grund organisiert. Neben der namibischen Auswahl nahmen das Team Ugandas und die Cricket-Nation Simbabwe teil. 2024 nahmen die Namibierinnen an der Women’s T20 Quadrangular Series in Hongkong gegen den Gastgeber, die Volksrepublik China und Malaysia teil.

## Internationale Wettbewerbe

### Women’s Cricket World Cup
- 2022  Neuseeland – nicht qualifiziert (Qualifikation)
- 2025  Indien – nicht teilgenommen

### Women’s World Twenty20
- 2020  Australien – nicht qualifiziert (Qualifikation)
- 2023  Südafrika – nicht qualifiziert (Qualifikation)
- 2024  Bangladesch – nicht qualifiziert (Qualifikation)

### Andere
- Botswana-7s-Turnier 2018 in Gaborone,  Botswana – 1. Platz
- Capricorn Tri-Nations 2022 in Windhoek,  Namibia – 2. Platz

## Auszeichnungen
2021: ICC Africa Women’s Performance of the Year